# Klaus Ross
Klaus Ross est un ancien pilote de rallyes canadien de Toronto (Ontario), alors chef de projet électronicien.

## Palmarès
- Champion du Canada des Rallyes: 1967 (copilote Paul S. Manson);
- Champion d'Ontario: 1961, et 1964 sur Volvo;
- Participation à la victoire de Volvo au Championnat des Marques canadien: 1966;
  - 6e du championnat du Canada des rallyes: 1963.

### Quelques victoires notables
- Rallye Shell 4000: 1964 et 1965 (sur Volvo, copilote John Bird);
- Rallye des Neiges: 1963, 1965 (copilote J.Bird, ex-æquos avec l'équipage Florent Guilbeault/John Catto), et 1967 (copilote P.S.Manson) (futur rallye Perce Neige);
- Rallye Thousand Islands: à deux reprises.